# Pasteur (film, 1935)
Pour les articles homonymes, voir Pasteur.
Pour plus de détails, voir Fiche technique et Distribution.
Pasteur est un film français réalisé par Sacha Guitry en 1935.
Guitry tourne Pasteur en hommage à son père qui joua la pièce de théâtre éponyme Pasteur avec succès au Théâtre du Vaudeville en 1919. Il s'agit d'un « grand film de l'histoire du cinéma français ».

## Synopsis
Louis Pasteur a une passion : la recherche scientifique. Il est à contre-courant de son temps, ses idées sur l'existence d'un infiniment petit contre lequel on peut lutter par l'asepsie se heurtent au conformisme et aux préjugés. La solitude est donc son lot quotidien. Mais sa foi en la science le mène à un combat acharné.

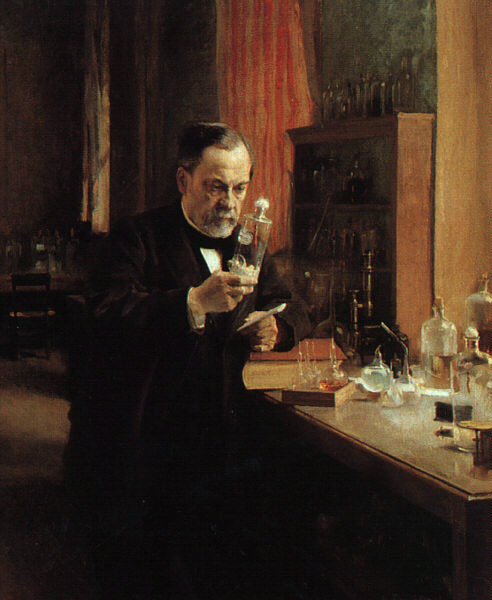
Louis Pasteur.

## Fiche technique
- Titre : Pasteur
- Réalisation : Sacha Guitry
- Superviseur : Fernand Rivers
- Scénario, Adaptation et Dialogue : Sacha Guitry
- Décors : Robert Gys
- Photographie : Jean Bachelet
- Opérateur : René Ribault
- Son : Joseph de Bretagne
- Musique : Louis Beydts
- Montage : Pierre Schwab
- Sociétés de production : Les Productions Maurice Lehmann et Les Films Fernand Rivers
- Chef de production : Maurice Lehmann, Fernand Rivers
- Distribution : Société des Distributeurs Français
- Tournage du 25 avril au 3 mai 1935 à Dole (la maison de Pasteur) et à Paris (dans le grand amphithéâtre de La Sorbonne)
- Pays d'origine :  France
- Format : Noir et blanc - 1,37:1 - 35 mm - son mono
- Genre : Biographie
- Durée : 75 minutes
- Date de sortie : 
  - France (Paris) - 20 septembre 1935 - Cinéma Colisée, 38 Avenue des Champs-Elysées
- Affiche : Jean-Adrien Mercier

## Distribution
- Sacha Guitry : Pasteur
- Maurice Schutz : le grand-père
- Pierre Huchet : le domestique de Pasteur
- José Squinquel : Émile Roux
- Camille Beuve : Joseph Lister
- Jean Périer : un médecin
- André Marnay : un médecin
- Pierre Labry : un médecin
- Armand Lurville : le premier témoin
- Camille Cousin : le second témoin
- Henry Bonvallet : Sadi Carnot, le président de la République
- Gaston Dubosc : le président de l'académie de Médecine
- François Rodon : le petit Joseph Meister (François Redon fut la VF de Sabu)
- Louis Maurel : Jules Guérin
- Louis Gauthier : Poggiale
- Pierre Athon : un élève
- Julien Bertheau : un élève
- Gaston Alain : un élève
- Félix Clément : un élève
- Jean Francey : un élève
- Pierre Monda : un petit garçon
- Charles Vissières : Frémy, le vieux médecin